# Laura Borga
Teresa Laura Borga  (La Palestina, Provincia de Córdoba, 23 de julio de 1933 - San Isidro, Provincia de Buenos Aires, 4 de mayo de 2003) fue una maestra, poeta, escritora y ensayista argentina.

## Biografía
Teresa Laura Borga nació el 23 de julio de 1933 en el pueblo de La Palestina, Provincia de Córdoba, Argentina. Sus padres fueron Víctor Borga Carmé y Teresa Del Sol Lorenzatti, y tuvo una hermana llamada Mené Borga. En 1958 contrajo matrimonio con Heriberto Pronello, diseñador y proyectista argentino de automóviles, con quien tuvo dos hijos, Andrea Pronello en 1960 y Ferry Pronello en 1964. A lo largo de su infancia, manifestó un profundo interés por el aprendizaje, particularmente en el ámbito de la literatura y el inglés.

## Carrera docente y literaria
Inició su carrera docente en las Sierras de Córdoba, específicamente en un asentamiento serrano llamado Segunda Usina, donde fundó una escuela de teatro para los niños de la zona. Posteriormente, continuó su labor como docente en Villa María, sin dejar jamás de seguir estudiando de manera autodidacta todo lo relacionado con letras, adicionalmente a ser ávida lectora. A los 58 años, se retiró de la docencia para dedicarse por completo a su sueño de escribir.
Comenzó participando en concursos de poesía locales, donde ganó varios primeros premios, destacándose por su poema "Ventana centenaria". También rápidamente publicó un ensayo sobre la vida de un famoso y emblemático clérigo de la ciudad de Villa María llamado “El Padre Gotardi” y finalmente se inclinó de lleno a la investigación sobre la inmigración de fines del siglo XIX, de familias y personas provenientes del norte de Italia y el sur de Francia a las diversas regiones de Córdoba y Santa Fe, editando varios libros sobre ese tópico, pero entre los que se destacan principalmente: “En la tierra de promisión”, "Yo Soy Aquel Que" y “Piemonte Argentina, un descubrimiento”.
Finalmente se dedicó a dictar talleres literarios, a seguir escribiendo y a participar como miembro muy activo en la “Sociedad Argentina de Escritores, SADE” y en el “Instituto Belgraniano”, hasta que falleció en 2003.

## Fallecimiento
Teresa Laura Borga falleció el 4 de mayo de 2003 a los 69 años en San Isidro, Provincia de Buenos Aires. 

## Reconocimientos
Entre los reconocimientos que recibió se destacan:
- Primer Premio en el Concurso Literario “L’Amizcia”, en Milán, Italia.
- Diploma de Público Reconocimiento por su trayectoria literaria nacional e internacional otorgado por el Concejo Deliberante de Villa María en el año 2001.
- Galardón Bamba en el rubro Literatura, en la ciudad de Villa María en el año 2001.[1]